# Ạ̄
Ạ̄ (minuscule : ạ̄), appelé A macron point souscrit, est une lettre latine utilisée dans l’écriture de l’abua,  dans la romanisation de l’hébreu utilisée par le dictionnaire allemand Duden et la romanisation ALA-LC du cachemiri.
Il s’agit de la lettre A diacritée d’un macron et d’un point souscrit.

## Représentations informatiques
Le A macron point souscrit peut être représenté avec les caractères Unicode suivants : 
- composé et normalisé NFC (latin étendu additionnel, diacritiques) :

| formes    | représentations | chaînes de caractères | points de code | descriptions                                                |
| --------- | --------------- | --------------------- | -------------- | ----------------------------------------------------------- |
| capitale  | Ạ̄               | Ạ◌̄                    | U+1EA0 U+0304  | lettre majuscule latine a point souscrit diacritique macron |
| minuscule | ạ̄               | ạ◌̄                    | U+1EA1 U+0304  | lettre minuscule latine a point souscrit diacritique macron |

- décomposé et normalisé NFD (latin de base, diacritiques) :

| formes    | représentations | chaînes de caractères | points de code       | descriptions                                                            |
| --------- | --------------- | --------------------- | -------------------- | ----------------------------------------------------------------------- |
| capitale  | Ạ̄               | A◌̣◌̄                   | U+0041 U+0323 U+0304 | lettre majuscule latine a diacritique point souscrit diacritique macron |
| minuscule | ạ̄               | a◌̣◌̄                   | U+0061 U+0323 U+0304 | lettre minuscule latine a diacritique point souscrit diacritique macron |

## Sources
- (en) Kashmiri Romanization Table, ALA-LC.